# Karl Grünberg (Mediziner)

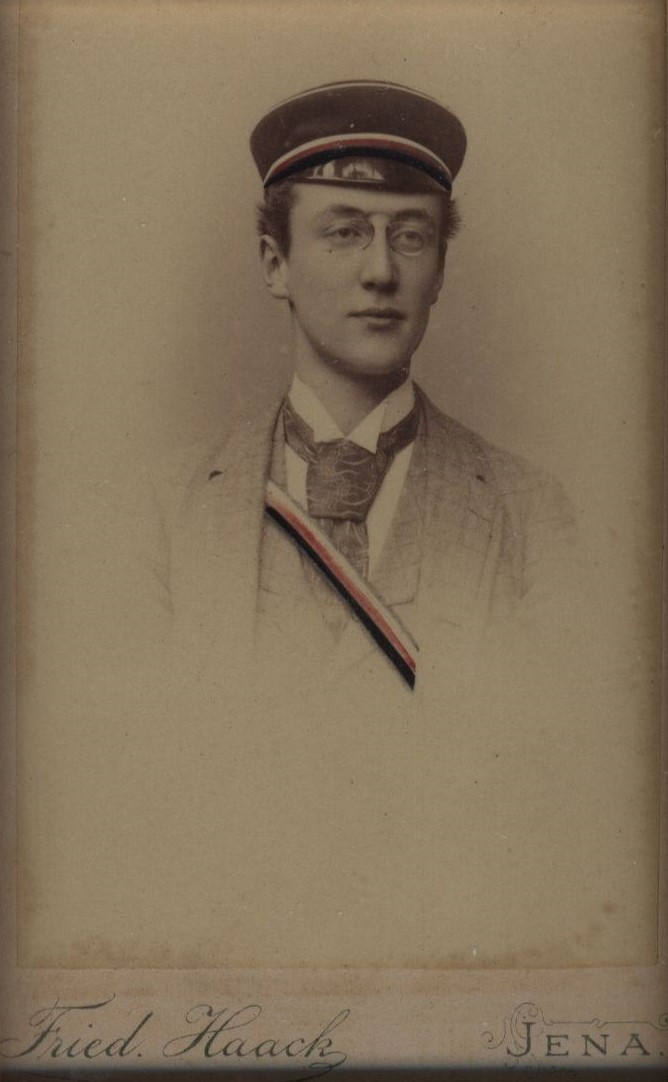
Karl Grünberg

Karl Heinrich Grünberg (* 16. Juli 1875 in Stralsund; † 25. November 1932 in Bonn) war ein deutscher HNO-Arzt und Hochschullehrer.

## Leben
Grünberg besuchte das Gymnasium Stralsund. Nach dem Abitur begann er 1893 an der Universität Jena Medizin zu studieren. Im selben Jahr wurde er im Corps Thuringia Jena aktiv. Als Senior ausgezeichnet und inaktiviert, wechselte er an die Albert-Ludwigs-Universität Freiburg, die Ludwig-Maximilians-Universität München und die Königliche Universität zu Greifswald. 1897 wurde er in Greifswald zum Dr. med. promoviert. 1899 ging er als Volontär an die Pathologie der Charité. Assistenzarzt war er ab 1900 in der Inneren Medizin in Freiburg und ab 1903 bei Heinrich Helferich in der Kieler Chirurgie.

### Rostock
Für die HNO-ärztliche Fachausbildung ging er 1906 als Assistenzarzt zu Otto Körner an der heimatlichen Universität Rostock. Angeblich als Einziger habilitierte er sich 1908 bei Körner für Otologie, Rhinologie und Laryngologie. Vor allem in seiner Rostocker Zeit befasste er sich in zahlreichen Publikationen mit der Histologie und Pathologie des Ohres, mit der Physiologie des Hörvermögens und mit der Klinik der Tuberkulose. Nach sechs Jahren als Privatdozent wurde er 1914 zum Titularprofessor ernannt. Im Ersten Weltkrieg übernahm er das Reservelazarett in Halberstadt. Zur Zeit der Weimarer Republik wurde er 1920 in Rostock zum Oberarzt und 1921 zum außerplanmäßigen a.o. Professor ernannt. Besonders befasste er sich mit der pathologischen Anatomie des Innenohrs.

### Bonn
1924 wurde Grünberg als Nachfolger des nach Leipzig gewechselten Wilhelm Lange auf den Lehrstuhl für Hals-Nasen-Ohrenheilkunde der Rheinischen Friedrich-Wilhelms-Universität Bonn berufen. In dieser Stellung war er zugleich Direktor der Bonner Klinik für Hals-, Nasen- und Ohrenkranke. Diese Stellung hatte er knapp sieben Jahre, von 1925 bis 1932, inne.
Da Grünberg selbst schwer an Tuberkulose erkrankt war, konnte er seine Aufgaben in Bonn nur in den ersten Jahren voll und unbehindert erfüllen. Trotzdem brachten ihm Kollegen und Studenten uneingeschränkt Achtung und Vertrauen entgegen. Für das akademische Jahr 1930/31 – kurz vor seinem Tod – wählte ihn die Fakultät noch zum Dekan. In Bonn war Gerhard Theissing sein einziger Habilitand. Grünberg starb mit 57 Jahren im Amt. Ihm folgte kommissarisch M. Thielemann, dann 1934 Theodor Nühsmann (1885–1962).

## Werke
- Zwei Fälle von perforierendem Sarkom des Schädels, J. Abel, Greifswald 1897. (Dissertation)
- mit Paul Manasse und Wilhelm Lange: Handbuch der pathologischen Anatomie des menschlichen Ohres. J. F. Bergmann, 1917.
- mit Otto Körner: Lehrbuch der Ohren-, Nasen- und Kehlkopf-Krankheiten, 12. Auflage. Springer, Berlin Heidelberg 1930. ISBN 978-3-662-29812-1.